# 姚建萍
姚建萍（1967年—），女，江苏苏州人，中国苏绣艺术家，国家非物质文化遗产项目（苏绣）代表性传承人。